# صحراء باخا كاليفورنيا

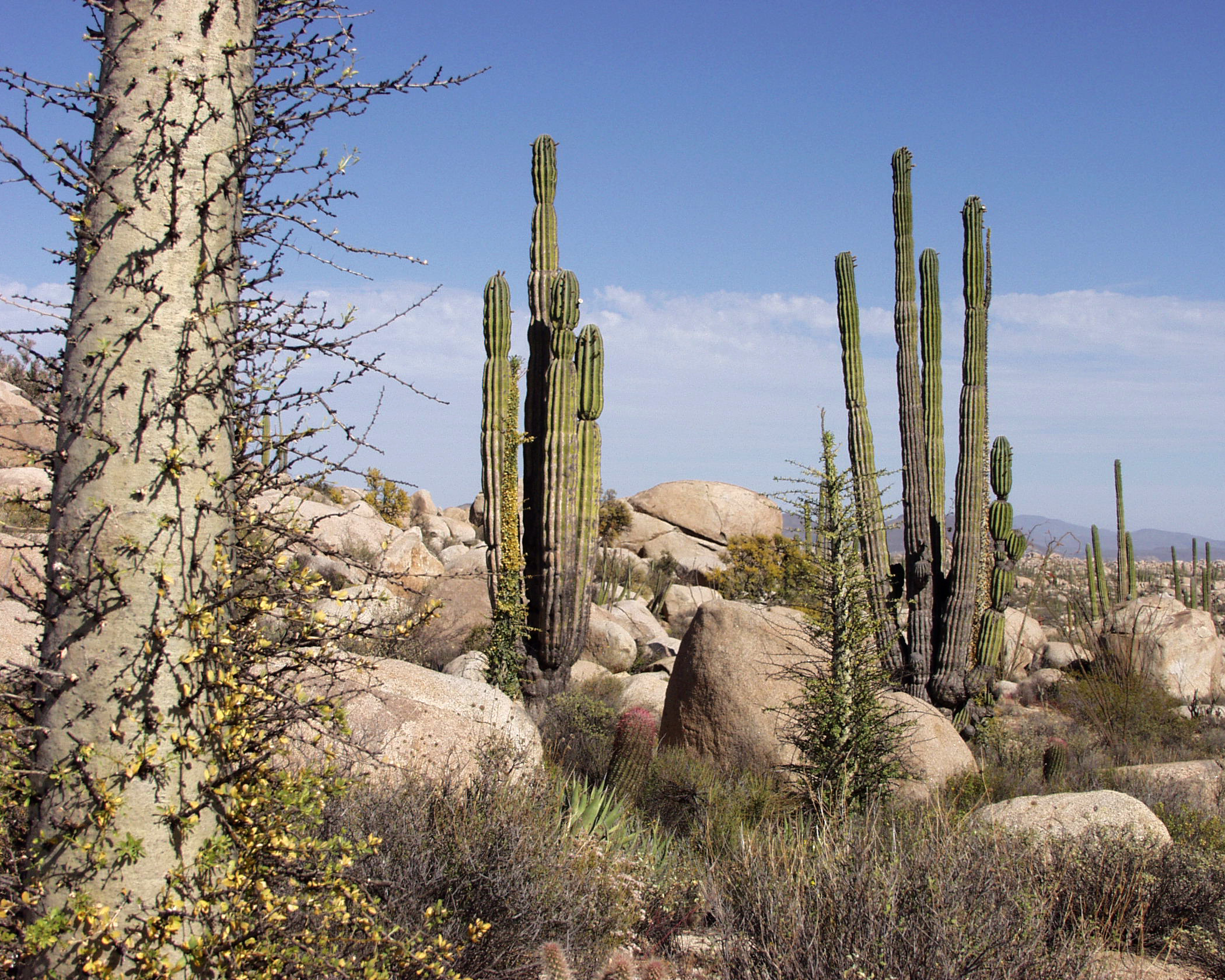
صحراء باخا كاليفورنيا

صحراء باخا كاليفورنيا (بالإنجليزية:The Baja California desert) هي صحراء تقع في ولاية كاليفورنيا في الولايات المتحدة الأمريكية، تغطي الصحراء ما مجموعه 77,700 كيلومتر مربع وتضم أكثر مناطق شبه جزيرة كاليفورنيا، ويحدها من الغرب المحيط الهادي ومن الشرق من نطاقات شبه الجزيرة، وفي الشمال خط عرض 30 درجة، صحراء باجا كاليفورنيا بدأت في التحول إلى كاليفورنيا البلوط والأراضي الحرجية، في الطرف الجنوبي من شبه الجزيرة تقع داخل المنطقة نطاقات سان لوكان فرك اريك، وإلى الشمال نطاقات سيوداد سيراليون وسان بيدرو مارتري وغابات البلوط، وحيث يوجد عدد كبير من الأشجار بما في ذلك نخلة كاليفورنيا.
مناخ صحراء باخا كاليفورنيا جاف وشبه استوائي على الرغم من هطول منخفض من الأمطار، يقدم المحيط الهادئ بعض الرطوبة ودرجة الحرارة المعتدلة للصحراء إذا ما قورنة بصحراء سونوران، التي تقع على السفح الشرقي من نطاقات شبه الجزيرة.